# ASIMO

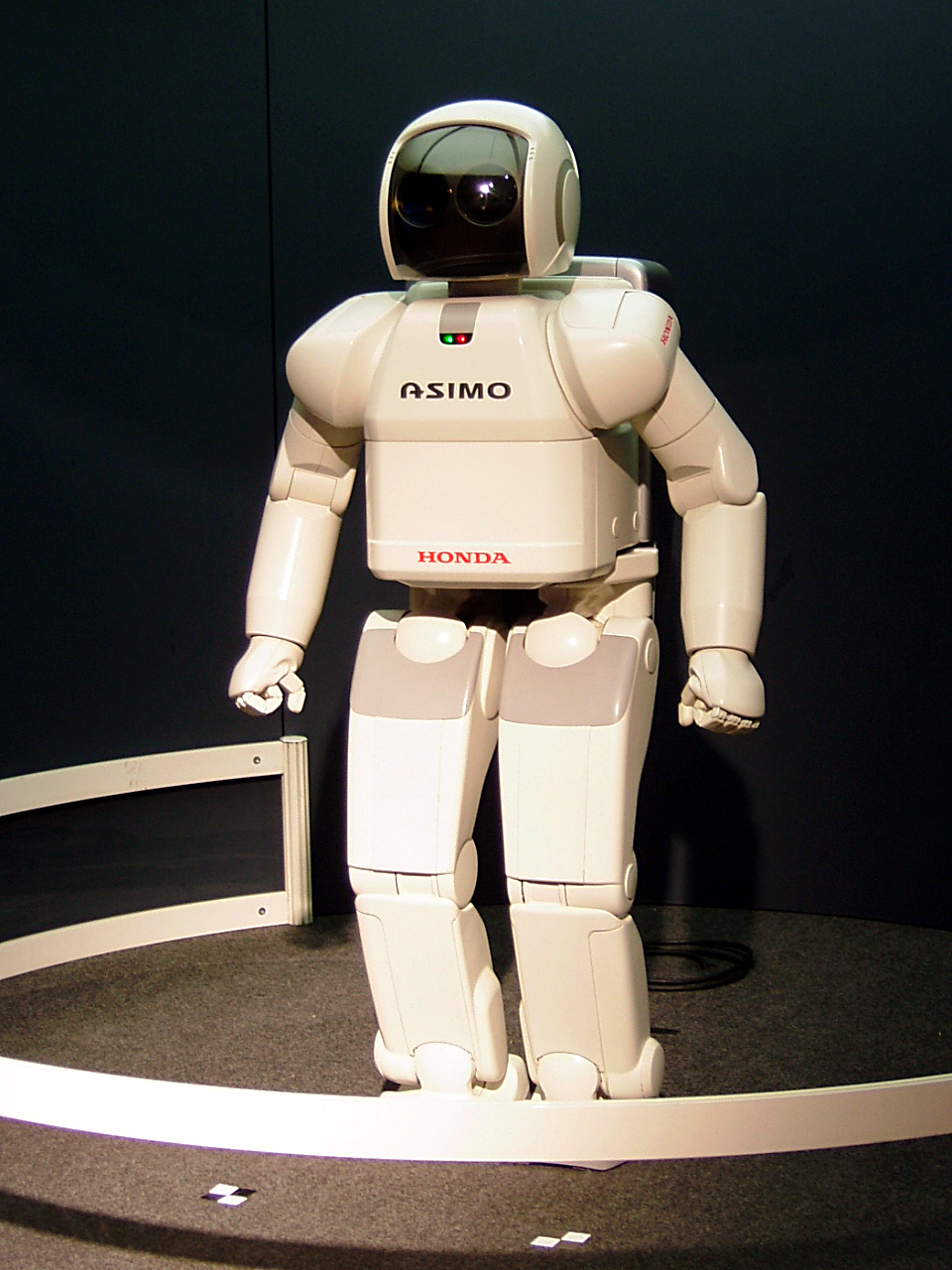
Фото з прес-релізу ASIMO

ASIMO (яп. アシモ ашімо) є гуманоїдним роботом створеним Honda Motor Company.
За офіційною версією ім'я робота є акронімом від англ. «Advanced Step in Innovative MObility».
Створений корпорацією Honda, в Центрі Фундаментальних Технічних Вако (Японія). Зріст- 130 см, маса 54 кг. Здатний рухатися зі швидкістю до 6 км на годину.
Згідно з неофіційною версією, своє ім'я ASIMO отримав на честь Айзека Азімова, видатного автора Трьох законів роботехніки. Японською ім'я робота вимовляється як «Ашимо» і співзвучне до словосполучення «А також ноги».
За інформацією 2007 року — у світі нараховується 46 екземплярів ASIMO. Вартість виробництва кожного з них не перевищує одного мільйона доларів, а деяких роботів можна навіть узяти під оренду, за $166 000 на рік (близько $14 000 на місяць).
Представники Хонда говорять, що це правило — тільки оренда, але не продаж — іноді доставляє їм проблеми. Наприклад, під час демонстрації ASIMO арабському шейхові, інженерам було досить складно пояснити, що робот не продається в принципі — ні за які гроші [джерело?].

## Історія розробки

### Експериментальні моделі
- Honda E0, представлений у 1986[1]
- Honda E1, представлений у 1987
- Honda E2, представлений у 1987
- Honda E3, представлений у 1987[2]
- Honda E4, представлений у 1991
- Honda E5, представлений у 1991
- Honda E6, представлений у 1991[3]

### Прототипи гуманоїдів
- P1, представлений у 1993
- P2, представлений у 1996
- P3, представлений у 1997[4]

### ASIMO
Головний сайт: ASIMO Homepage [Архівовано 25 вересня 2007 у Wayback Machine.]
- ASIMO, представлений у 2000
- ASIMO для здачі під оренду, представлений у 2001[5]
- розумний ASIMO, представлений в 2002[6]
- ASIMO наступного покоління, представлений в 2004[7]
- новий ASIMO, представлений в 2005[8]

## Технологія розпізнавання
З моделлю ASIMO зразка 2000 року Хонда додала роботу масу функцій, які дозволили йому краще спілкуватися з людьми. Ці функції діляться на п'ять категорій:

### Розпізнавання об'єктів, що рухаються
В ASIMO в голову вбудована відеокамера. З її допомогою ASIMO може стежити за переміщеннями великої кількості об'єктів, визначаючи дистанцію до них і напрямок. Практичні застосування цієї функції такі: здатність стежити за переміщеннями людей (повертаючи камеру), здатність переслідувати людину і здатність вітати людину, коли вона увійде в межі досяжності.

### Розпізнавання жестів
ASIMO уміє також вірно тлумачити рухи рук, розпізнаючи тим самим жести. Внаслідок цього можна віддавати ASIMO команди не лише голосом, але і руками. Наприклад, ASIMO розуміє, коли співбесідник збирається потиснути йому руку, а коли махає рукою, кажучи <До побачення>. ASIMO може також розпізнавати вказуючі жести, типу <йди аж туди>.

### Розпізнавання оточення
ASIMO уміє розпізнавати предмети і поверхні, завдяки чому може діяти безпечно для себе і для тих, хто його оточує. Наприклад, АЗІМО володіє поняттям «сходинка» і не падатиме зі сходів, якщо його не зіштовхнути. Крім того, ASIMO уміє рухатися, обходячи людей, що встали у нього на дорозі.

### Розрізнення звуків
Розрізнення звуків відбувається завдяки системі HARK , в якій використовується масив з восьми мікрофонів, розташованих на голові та тілі андроїда. Вона виявляє, звідки прийшов звук, і відокремлює кожен голос від зовнішнього шуму. При цьому їй не задається кількість джерел звуку і їх місце розташування. Тепер HARK здатна надійно (70-80 % точності) розпізнавати три мовні потоки, тобто ASIMO здатний уловлювати і сприймати мову відразу трьох чоловік, що звичайній людині не доступно. Робот уміє відгукуватися на власне ім'я, повертати голову до людей, з якими говорить, а також оглядатися на несподівані і тривожні звуки — такі, наприклад, як звук падаючих меблів.

### Пізнавання осіб
ASIMO здатний взнавати знайомі обличчя, навіть під час руху. Тобто, коли рухається сам ASIMO, рухається обличчя людини, або рухаються обидва предмети. Робот може відрізняти приблизно десять різних осіб. Як тільки ASIMO пізнає кого-небудь, він зразу звертається до людини на ім'я.

## Характеристики
|                  | ASIMO (2000)                                                             | next-gen ASIMO (2004)                                     | new ASIMO (2005)                                          |
| ---------------- | ------------------------------------------------------------------------ | --------------------------------------------------------- | --------------------------------------------------------- |
| Маса             | 52 кг                                                                    | 54 кг                                                     | 54 кг                                                     |
| Висота           | 120 см                                                                   | 130 см                                                    | 130 см                                                    |
| Ширина           | 45 см                                                                    | 45 см                                                     | 45 см                                                     |
| Глибина          | 44 см                                                                    | 37 см                                                     | 37 см                                                     |
| Швидкість ходьби | 1,6 км/г                                                                 | 2,5 км/г                                                  | 2,7 км/г 1,6 км/г (при переносі вантажу до 1 кг)          |
| Швидкість бігу   | -                                                                        | 3 км/г                                                    | 6 км/г (по прямій) 5 км/г (з поворотами)                  |
| Відрив від землі | -                                                                        | 0,05 с                                                    | 0,08 с                                                    |
| Батареї          | Нікель-гідридні батареї 38,4 В / 10 А·ч / 7,7 кг час зарядження 4 години | Літій-іонні батареї 51,8 В / 6 кг час зарядження 3 години | Літій-іонні батареї 51,8 В / 6 кг час зарядження 3 години |
| Час роботи       | 30 хв                                                                    | от 40 хв до 1 години (в режимі ходьби)                    | от 40 хв до 1 години (в режимі ходьби)                    |
| Ступенів свободи | 26                                                                       | 34                                                        | 34                                                        |